# Ісмаїл Нізам-шах
Ісмаїл Нізам-шах (д/н— після 1591) — 6-й султан Ахмеднагарського султанату в 1589—1591 роках.

## Житєпис
Онук султана Хусейна Нізам-шаха I, син Бурхана. Дитинство провів при султанському дворі в Ахмеднагарі. 1588 року при сходженні його стриєчного брата Хусейна Нізам-шаха II на трон разом з батьком і братом Ібрагімом було запроторено до фортеці Лохгарх. Звільнено з неї 1589 року після смерті султана. 1 квітня того ж року Ісмаїла було оголошено новим султаном.
Невдовзі було відсторонено від влади вакіля Мірзу Хана, а фактичне управління перебрав Джамал-хан, очільник військовиків-хабші (абіссинських рабів). Невдовзі придушив заколот деканської та перської знаті на чолі із Мірзою Ханом і Сайхїдом Гасаном. За цим було влаштовано репресії серед персів та деканців. 1590 року батько султан втік до двору могольського падишаха Акбара.
1591 року Бурхан за підтримки могольських військ і васала останніх — хандеського султана Мірана Аділ-хана IV — вдерся до Ахмеднагарського султанату. Джамал-хан у битві біля Роханхеду зазнав поразки й загинув. Невдовзі було повалено Ісмаїла, а трон султанату перейшов до його батька Бурхана.